# 克拉斯诺亚尔斯克客运站
克拉斯诺亚尔斯克客运站（羅馬化：Stantsia Krasnoyarsk-Passazhirskiy）位于克拉斯诺亚爾斯克边疆区首府克拉斯诺亚尔斯克，是克拉斯诺亚尔斯克的主要铁路客运站，距莫斯科雅罗斯拉夫尔站4098公里。本站1959年投入使用。

## 路线
- 西伯利亚铁路

## 列车
- 1（2）次列车（俄罗斯号）：海参崴 - 莫斯科
- 5（6）次列车：乌兰巴托 - 莫斯科
- 7（8）次列车：海参崴 - 新西伯利亚
- 11（12）次列车：海参崴 - 萨马拉
- 55（56）次列车（叶尼塞号）：克拉斯诺亚尔斯克 - 莫斯科
- 69（70）次列车：赤塔 - 莫斯科
- 75（76）次列车：涅留恩格里（俄语：Нерюнгри-Пассажирская） - 莫斯科
- 81（82）次列车：乌兰乌德 - 莫斯科
- 91（92）次列车：北贝加尔斯克（俄语：Северобайкальск (станция)） - 莫斯科
- 97（98）次列车：滕达（俄语：Тында (станция)） - 基斯洛沃茨克（俄语：Кисловодск (станция)）
- 99（100）次列车：海参崴 - 莫斯科
- 105（106）次列车：克拉斯诺亚尔斯克 - 新西伯利亚
- 111（112）次列车：北贝加尔斯克（俄语：Северобайкальск (станция)） - 克拉斯诺亚尔斯克
- 123（124）次列车：阿巴坎（俄语：Абакан (станция)） - 克拉斯诺亚尔斯克
- 127（128）次列车：克拉斯诺亚尔斯克 - 阿德勒（俄语：Адлер (станция)）
- 129（130）次列车：克拉斯诺亚尔斯克 - 阿纳帕（俄语：Анапа (станция)）
- 205（206）次列车：伊尔库茨克 - 阿纳帕（俄语：Анапа (станция)）（季节性）
- 229（230）次列车：後貝加爾斯克 - 阿纳帕（俄语：Анапа (станция)）（季节性）
- 235（236）次列车：滕达（俄语：Тында (станция)） - 阿纳帕（俄语：Анапа (станция)）（季节性）
- 241（242）次列车：伊尔库茨克 - 阿德勒（俄语：Адлер (станция)）（季节性）
- 269（270）次列车：赤塔 - 阿德勒（俄语：Адлер (станция)）（季节性）
- 273（274）次列车：後貝加爾斯克 - 阿德勒（俄语：Адлер (станция)）（季节性）
- 347（348）次列车：北贝加尔斯克（俄语：Северобайкальск (станция)） - 克拉斯诺亚尔斯克
- 605（606）次列车：卡拉布拉（俄语：Карабула (станция)） - 克拉斯诺亚尔斯克

因疫情暂停运行：
- 3（4）次列车：北京 - 莫斯科
- 19（20）次列车（东方号）：莫斯科 - 北京